# Donghong-dong
Donghong-dong (koreanska: 동홍동) är en stadsdel i staden Seogwipo i provinsen Jeju i den södra delen av Sydkorea, 500 km söder om huvudstaden Seoul. Donghong-dong ligger på södra delen av ön Jeju.